# Alfredo Calot Escobar
Alfredo Calot Escobar (* 1961) ist ein spanischer Jurist. 

## Werdegang
Calot Escobar studierte von 1979 bis 1984 Rechtswissenschaften an Juristischen Fakultät der
Universität Valencia. Er war zunächst von 1986 bis 1990 als Wirtschaftsanalytiker beim Rat der Handelskammern der Autonomen Gemeinschaft Valencia tätig.
1986 wechselte er zum Europäischen Gerichtshof (EuGH) nach Luxemburg in die Juristische Übersetzungsabteilung. 1993 wurde er Verwaltungsrat im Presse- und Informationsdienst des Gerichtshofs. Nach einer Zwischenstation als Verwaltungsrat im Sekretariat des Ausschusses für institutionelle Fragen des Europäischen Parlaments (1995–1996) kehrte er im Jahre 1996 zum EuGH zurück. Dort war er zunächst Verwaltungsrat beim Kanzler des Gerichtshofs (1996–1999), anschließend Rechtsreferent beim Gerichtshof (1999–2000). 2001 wurde er Direktor, später Generaldirektor der Übersetzungsabteilung des Europäischen Gerichtshofs. Dieses Amt hatte er ohne Unterbrechung bis 2010 inne.
Er ist seit 7. Oktober 2010 Kanzler des Europäischen Gerichtshofs. Am 27. Oktober 2015 wurde vom EuGH seine zunächst bis zum 6. Oktober 2016 laufende Amtszeit von sechs Jahren um weitere sechs Jahre bis 2022 verlängert. Er ist somit der zweite Kanzler des Europäischen Gerichtshofs nach dem Belgier Albert Van Houtte und dem Briten Roger Grass, dessen Amtszeit verlängert wurde.